# Jurjentje Rauwerda
Jurjentje Aukes Rauwerda, ook bekend als Jurjentje Weinthal, (Oenkerk, 14 december 1812 – Amsterdam, 3 oktober 1877) was een Nederlandse bordeelhoudster en madam. In de 19e eeuw had ze een bordeel in Amsterdam genaamd Maison Weinthal. 
Zij was een dochter van de timmerman Auke Klases Rauwerda en Blijke Jurjens. Ze trouwde op 2 november 1843 met Benjamin Salomon Weinthal met wie ze één kind kreeg. Op het moment van haar huwelijk was Jurjentje al moeder van vier kinderen uit voorgaande relaties, waarvan er twee jong waren overleden. Het paar vestigde zich al spoedig in Groningen. 
In 1848 verhuisde ze met haar man naar Amsterdam. Daar kochten ze een aantal panden op de Pijpenmarkt. De panden werden samengevoegd en het bordeel werd spoedig daarna geopend. Het werd een luxueus bordeel, het grootste bordeel van Amsterdam (aan de Nieuwezijds Voorburgwal 229, nabij de Dam). Dochter Jacoba Rauwerda is haar moeder als madam opgevolgd en heeft de exploitatie voortgezet. Bij een volgende eigenaar bleef de naam Weinthal behouden. Na het aanscherpen in 1897 van de plaatselijke politieverordening (Bordeelverbod) werd de naam gewijzigd in Hotel Weinthal en gingen de zaken gewoon door; uiteindelijk werd het bordeel in de zomer van 1902 gesloten. Nadien was het enige tijd het gebouw van dagblad De Telegraaf.